# Trachymene inflata
Trachymene inflata är en flockblommig växtart som beskrevs av Maconochie. Trachymene inflata ingår i släktet Trachymene och familjen flockblommiga växter. Inga underarter finns listade i Catalogue of Life.